# Ballantinia antipoda
Ballantinia antipoda là một loài thực vật có hoa trong họ Cải. (F.Muell.) Airy Shaw đã cung cấp mô tả khoa học ban đầu về loài này vào năm 1974.